# Proto-Terra
A Proto-Terra é levemente determinada como sendo a Terra nos seus primeiros um bilhão de anos, ou giga-anos (Ga, 109y). A "Proto-Terra" envolve aproximadamente o primeiro giga-ano na evolução do nosso planeta, desde sua formação inicial no jovem Sistema Solar a cerca de 4,55 Ga até por volta do eon Arqueano, a cerca de 3,5 Ga. Na escala de tempo geológico, essa época envolve a totalidade do eon Hadeano (começando com a formação da Terra a cerca de 4,6 bilhões de anos), como também o Eoarqueano (começando a cerca de 4 bilhões de anos) e parte do Paleoarqueano (começando a cerca 3,6 bilhões de anos), partes do eon Arqueano.
Este período na história da Terra envolveu a formação planetária a partir da nébula solar num processo conhecido como acreção. Este período incluiu um bombardeamento intenso por meteoritos, como também grandes impactos, incluindo o da formação da Lua, que resultou numa série de oceanos de magma e episódios de diferiensação planetária. Após a formação do núcleo, a queda de materiais de meteoritos ou de cometas num "bombardeamento tardio" pode ter trazido água e outros compostos voláteis para a Terra. Apesar de haver pouco material da crosta dessa época hoje em dia, a rocha mais antiga datada é um mineral de zirconita de 4.404 ± 0.008 Ga, fechado num conglomerado metamorfoseado de arenito em Jack Hills, Narryer Gneiss Terrane, Austrália Ocidental. As rochas supracrustais mais antigas (como a Isua Greenstone Belt) datam da parte posterior deste período, a cerca de 3,8 gya, por volta da mesma época do pico do Intenso bombardeio tardio.
De acordo com evidência de datação radiométrica e outras fontes, a Terra se formou a cerca de 4,54 bilhões de anos. Em seus primeiros bilhões de anos, a vida apareceu em seus oceanos, passando a afetar sua atmosfera e superfície, promovendo a proliferação de organismos aerobióticos e anaeróbicos. Desde então, a combinação de sua distância até o Sol, propriedades físicas e história geológica, permitiram que a vida surgisse, desenvolvesse fotossíntese e posteriormente evoluísse e espalhasse. A mais antiga vida na Terra surgiu a pelo menos 3,5 bilhões de anos. As primeiras evidências possíveis da vida incluem o grafite, que pode ter uma origem biogênica, em rochas metassedimentárias de 3,7 bilhões de anos descobertas no sudeste da Gronelândia e grãos de zircônio de 4,1 bilhões de anos na Austrália Ocidental.
Em novembro de 2020, uma equipe de cientistas internacionais publicaram estudos que sugerem a possibilidade da atmosfera primordial da Terra ter sido muito diferente do que as condições usadas nos estudos de Miller e Urey, que consideraram a origem da vida na Terra.
- A Terra primitiva - Impressão artística da Terra Arqueana, mostrando uma névoa atmosférica laranja, levando à descrição alternativa do planeta naquele estágio do seu desenvolvimento como um " o Pálido Ponto Laranja.[18][19]

## Ligação externa
- Earth – Speed through space – about 1 million miles an hour – NASA & (discussão na WP em Inglês)